# Velika Lahinja
Velika Lahinja este o localitate din comuna Črnomelj, Slovenia, cu o populație de 54 de locuitori.